# Pizzo Rotondo
Le Pizzo Rotondo est un sommet du massif des Alpes lépontines à 3 192 m d'altitude, à cheval sur les cantons du Tessin et du Valais, en Suisse.
Il est par ailleurs le point culminant de la frontière entre ces deux cantons ainsi que le plus haut sommet entre le col du Nufenen et le col du Lukmanier.
Le chaînon du Pizzo Rotondo sépare les vallées du Rhône (Valais) et du Tessin. Sur le versant nord se trouve un glacier relativement grand nommé Gerengletscher, qui s'étend jusqu'à la crête du Witenwasserenstock. Sur le côté sud, au Passo di Rotondo, se trouve un plus petit glacier nommé Ghiacciaio del Pizzo Rotondo.
La première ascension de Viktor Haller et de ses guides le 5 août 1869 a commencé à partir de Bedretto au Tessin sur la face est et le glacier de Pesciora. Seulement quatre jours plus tard, la deuxième ascension a eu lieu, cette fois depuis l'autre côté. F. Schläpfer et ses guides Rudolf Elmer et Johann Kreuzer, ont commencé à partir d'Oberwald et ont fait la première ascension du sommet depuis le nord par la longue vallée de Geren et le glacier de Geren.